# Kritzung
Eine Kritzung, bekannter als Gletscherschrammen, ist eine typische, durch den Gletscherschliff verursachte Oberflächenstruktur des Gesteins.

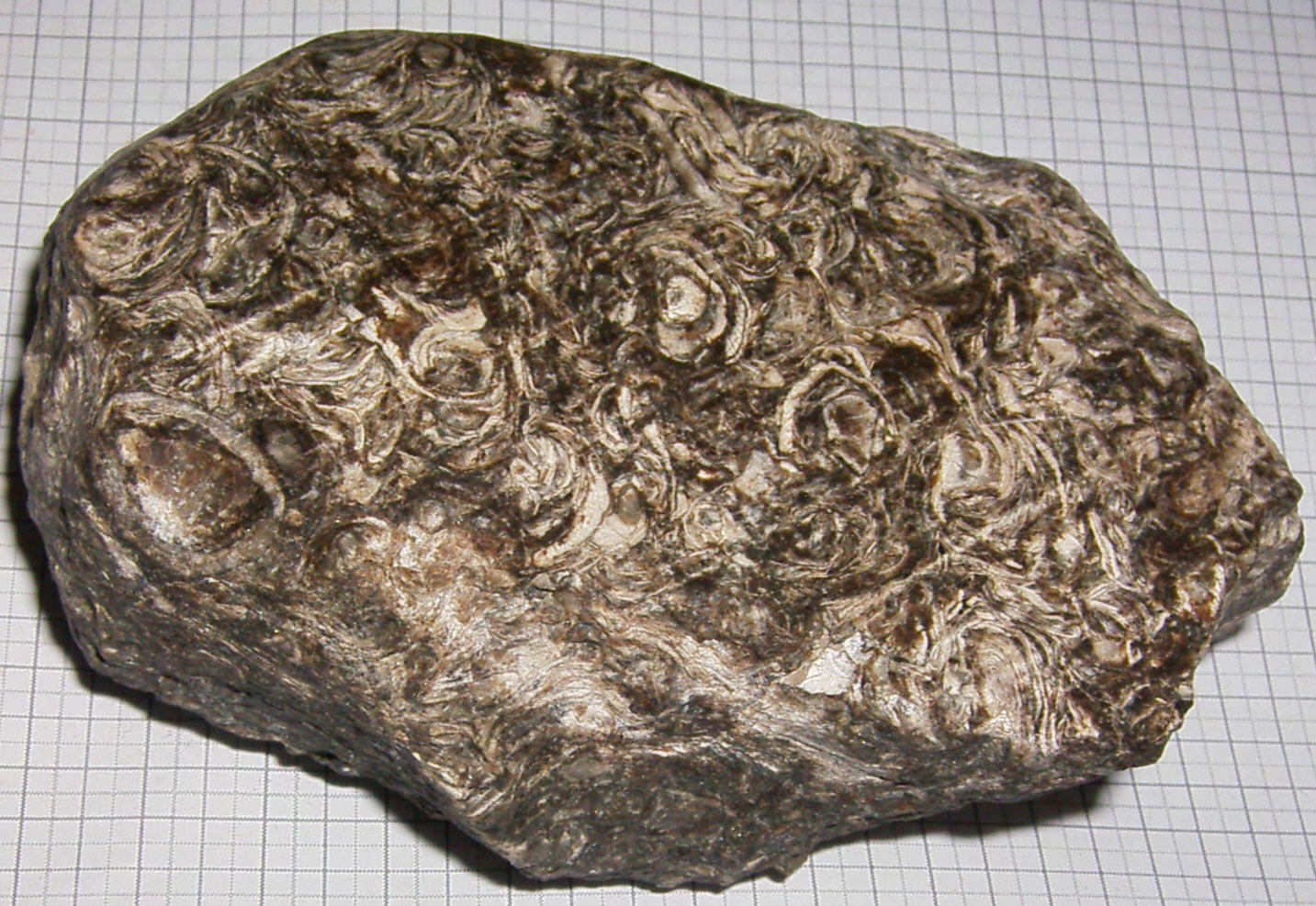
Gekritztes Geschiebe aus dem Münsterländer Kiessandzug in Neuenkirchen/Offlum

Gletscherschrammen auf einem Felsen in der Ostsee, Nordschweden

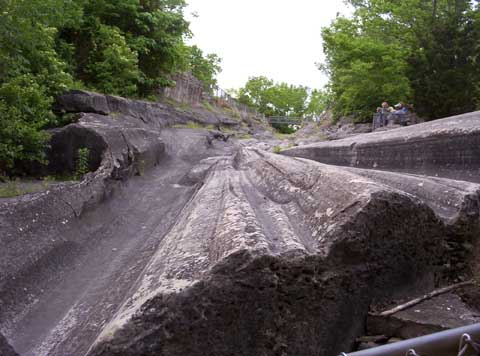
Gletscherschrammen auf Kelleys Island, Ohio

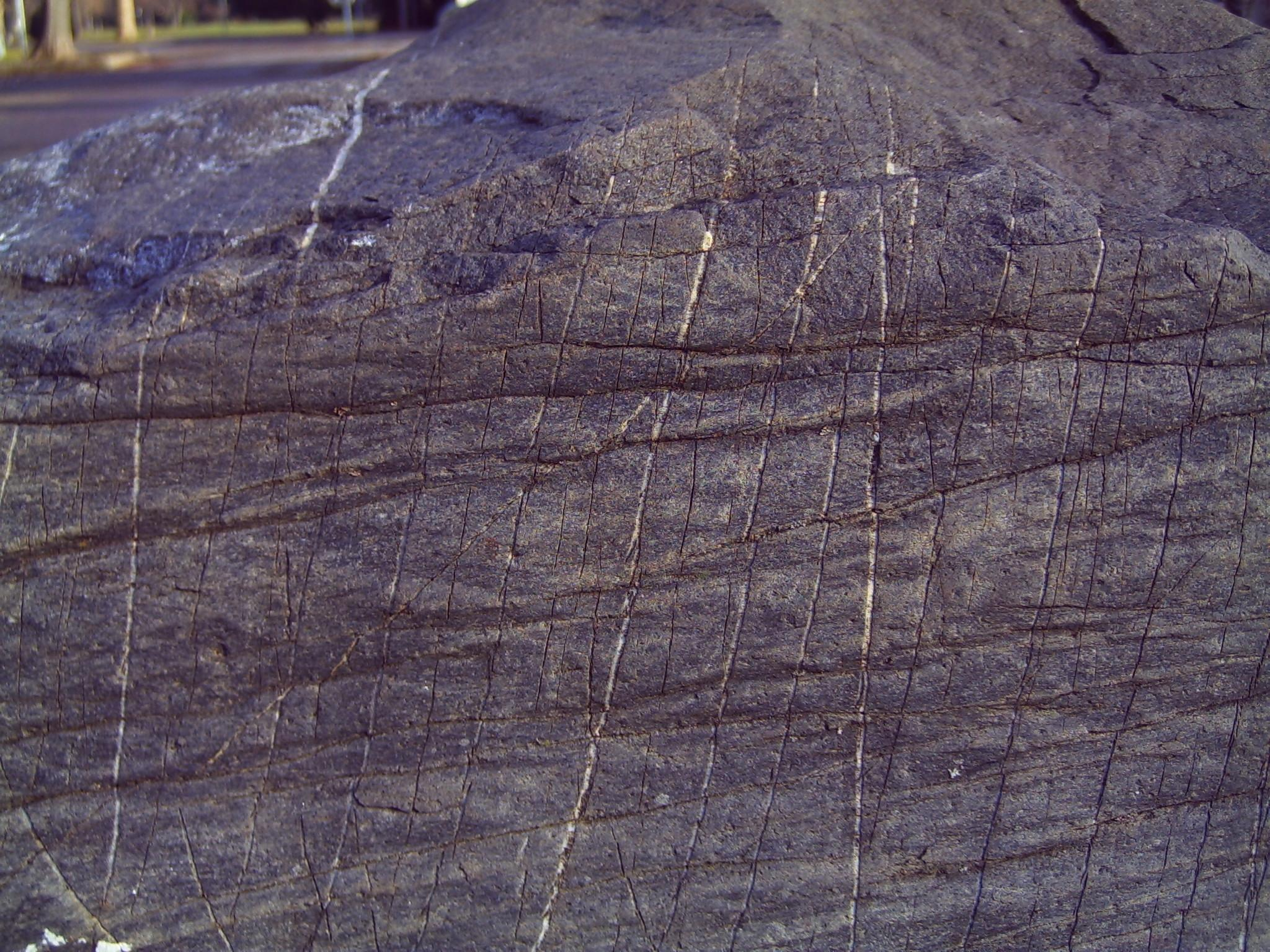
Nahaufnahme der Schlifffläche mit Kritzungen, die fast waagerecht verlaufen. Senkrecht sind viele Belastungsrisse zu erkennen.

Gletscher sind keine stehenden Eismassen, vielmehr stellen sie eine zähflüssige Masse mit äußerst langsamer Fließbewegung dar. Dabei bewegt sich der Gletscher vom Ursprung des Eises (vergletscherte Bergregionen oder skandinavisches Inlandeis während der Eiszeit) weg. Steine, die je nach Geländeform an der Sohle oder an den Seiten des Gletschers aufgenommen und mitgeführt werden, „kritzen“ dabei das anstehende Gestein. An den Kratzern bzw. Rillen lässt sich die damalige Bewegungsrichtung des Eises erkennen.
Diese geologische Besonderheit findet sich häufig an den südskandinavischen Küsten und auch im nördlichen Alpenvorland (z. B. bei Fischbach in der Nähe von Flintsbach am Inn. Dort befand sich während der Würm-Eiszeit der Inngletscher).
Auch an eiszeitlichen Geschieben in Norddeutschland sind gelegentlich Gletscherschrammen zu finden. An kleinen Steinen findet sich manchmal eine fast spiegelglatt geschliffene Fläche. In diesen Fällen war kein Geröll im Eis eingelagert, der Schliff erfolgte durch eingelagerten Sand oder durch Gletschermehl, welches durch das gegenseitige Aufmahlen von Geschieben und des Untergrundes entsteht. Mehrfach gekritzte Geschiebe gibt es selten. Sehr selten sind die Eiskanter, bei denen sich mindestens zwei Schliffflächen berühren.